# Nyang Ralpacan Nyima Öser
| Tibetische Bezeichnung                                 |
| ------------------------------------------------------ |
| Tibetische Schrift: ཉང་རལ་པ་ཅན་ཉི་མ་འོད་ཟེར               |
| Wylie-Transliteration: nyang ral pa can nyi ma 'od zer |
| THDL-Transkription: Nyangrel Pachen Nyima Özer         |
| Chinesische Bezeichnung                                |
| Vereinfacht: 娘•尼玛沃色                               |
| Pinyin:Niang Nima Wose                                 |

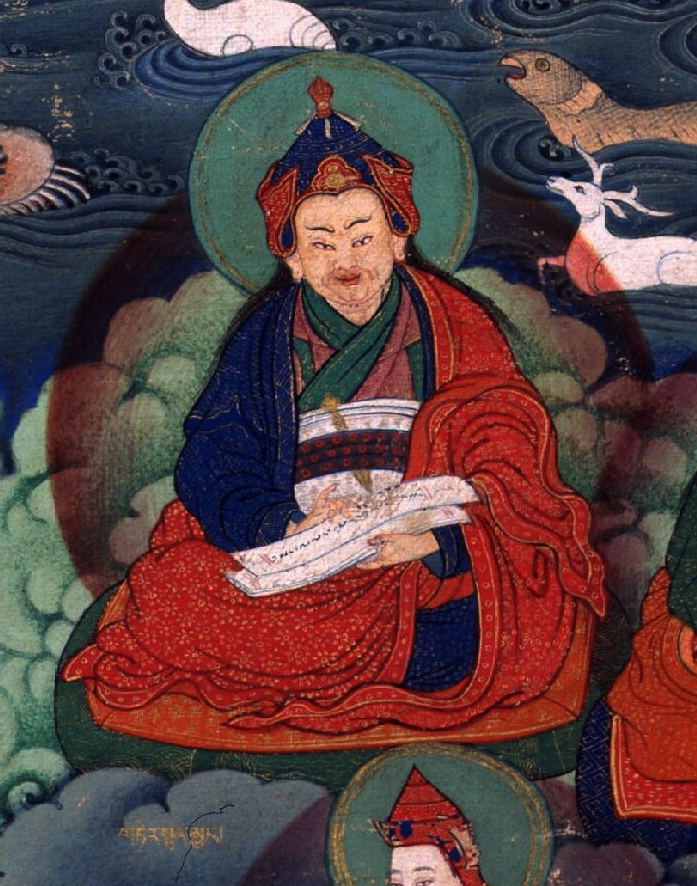
Nyang Ralpacan Nyima Öser

Nyang Ralpacan Nyima Öser (tib.: nyang ral pa can nyi ma 'od zer; geb. 1124; gest. 1192) war ein bedeutender Tertön der Nyingma-Tradition des tibetischen Buddhismus. Er zählt zu den sogenannten Hundert Tertöns (gter ston brgya rtsa). Die von ihm entdeckten Terma werden als Frühere Schätze (gter kha gong ma) bezeichnet, die von Guru Chökyi Wangchug (Guru Chos kyi dbang phyug; 1212–1270) entdeckten als Spätere Schätze (gter kha 'og ma).
Er ist Verfasser einer Geschichte des Buddhismus in Indien und Tibet, des Werkes nyang chos 'byung bzw. chos 'byung me tog snying po sbrang rtsi'i bcud (siehe Hauptartikel Chronik des Nyang Ral Nyima Öser).
Frühere und Spätere Schätze (gter kha gong 'og) ist die tibetische Bezeichnung für die von Nyang Ral Nyima Öser und Guru Chökyi Wangchug im 12. bzw. 13. Jahrhundert entdeckten Schätze (Terma).

## Werke
- Chos 'byung me tog snying po sbrang rtsi'i bcud.[5] Lhasa: Bod ljongs mi dmangs dpe skrun khang, 1988 (Gangs can rig mdzod 5) (2. Auflage. 2010, ISBN 978-7-80589-121-7)

### Nachschlagewerke
- Zang-Han da cidian. Beijing 1985
- Dan Martin, Yael Bentor (Hrsg.): Tibetan Histories: A Bibliography of Tibetan-Language Historical Works. Serindia, London 1997, ISBN 0-906026-43-1 (Nr. 18) - (Addenda et Corrigenda)